# Hexatoma (Eriocera) trimaculata
Hexatoma (Eriocera) trimaculata is een tweevleugelige uit de familie steltmuggen (Limoniidae). De soort komt voor in het Oriëntaals gebied.